# Маздутид
Маздутид (також відомий як IBI362 або LY3305677) є подвійним агоністом рецептора GLP-1 та рецептора глюкагону. Це аналог оксинтомодуліну (OXM). Препарат розроблено компанією Eli Lilly та наразі проходить кілька досліджень III фази.
Дослідження GLORY-1, опубліковане у The New England Journal of Medicine, є першим у світі рандомізованим плацебо-контрольованим дослідженням III фази подвійного агоніста рецепторів глюкагону (GCGR) та глюкагоноподібного пептиду-1 (GLP-1R) маздутиду серед китайських дорослих із надмірною вагою або ожирінням. Результати демонструють значне зниження маси тіла, покращення кардіометаболічних показників та зменшення печінкового жиру, що відкриває нові можливості для глобальної боротьби з ожирінням.
У дослідженні взяли участь 610 пацієнтів із середнім індексом маси тіла (ІМТ) 31,1 кг/м². Учасники отримували підшкірні ін'єкції маздутиду (4 мг або 6 мг) або плацебо щотижня протягом 48 тижнів. До 32-го тижня середнє зниження ваги склало −10,97 % (4 мг) та −13,38 % (6 мг) порівняно з −0,24 % у групі плацебо. До 48-го тижня ефективність зросла: −12,05 % та −14,84 % відповідно, тоді як у контрольній групі зміни були незначними (−0,47 %). Близько 50,6 % пацієнтів із групи 6 мг досягли зниження ваги ≥15 %, що перевищує показники аналогічних препаратів.
Маздутид продемонстрував комплексні переваги:
- Зниження печінкового жиру: У пацієнтів із вихідним вмістом жиру ≥10 % у печінці спостерігалося зменшення на −80,24 % (6 мг) проти −5,27 % у плацебо.
- Покращення ліпідного профілю: Загальний холестерин знизився на 15–18 %, тригліцериди — на 30–35 %, ЛПНЩ — на 12–14 %.
- Стабілізація артеріального тиску: Систолічний тиск зменшився на 6–8 мм рт.ст., діастолічний — на 4–5 мм рт.ст.
- Зниження сечової кислоти та амінотрансфераз: Показники скоротилися на 20–25 %, що вказує на покращення функції печінки.

Найпоширенішими побічними ефектами були нудота (28–34 %), діарея (22–27 %) та блювання (12–15 %), переважно легкого або помірного ступеня. Серйозні небажані явища зустрічалися рідко (2–3 %), а зміни серцевого ритму були мінімальними (+2,6 уд./хв). Профіль безпеки відповідав іншим агоністам GLP-1R, що підтверджує його придатність для тривалого застосування.
Дослідження GLORY-1 є революційним для азійських популяцій, де ожиріння часто супроводжується метаболічними порушеннями в молодшому віці. Очікується, що схвалення препарату в Китаї до кінця 2025 року внесе значний внесок у реалізацію програми «Здоровий Китай 2030».